# Окулово (Вичугский район)
Окулово — деревня в Вичугском районе Ивановской области. Входит в состав Сошниковского сельского поселения.

## География
Находится в северо-восточной части Ивановской области на расстоянии приблизительно 11 км на юго-восток по прямой от районного центра города Вичуга.

## История
В 1872 году здесь (тогда Юрьевецкий уезд Костромской губернии) было учтено 32 двора, в 1907 году —51.
С 2004 по 2010 годы входило в состав Зарубинского сельского поселения.

## Население
Постоянное население составляло 176 человек (1872 год), 203 (1897), 187(1907), 32 в 2002 году (русские 97 %), 16 в 2010.